# Undervisningslære
Undervisningslære er dels en forskningsretning inden for den teoretiske pædagogik og dels et fag i læreruddannelsen.
Fagets emne er brugen af faglige, pædagogiske og psykologiske kundskaber i forbindelse med tilrettelæggelse og gennemførelse af undervisning.
I praktisk undervisning drejer faget sig om at få nye undervisere til at bruge skiftende arbejdsmetoder i deres selvstændige planlægning af undervisning og anden lærervirksomhed. Målet er, at sætte dem i stand til at afpasse deres virksomhed efter skiftende betingelser. 